# Сейнт Луис (окръг, Мисури)
Окръг Сейнт Луис (на английски: St. Louis County) е окръг в щата Мисури, Съединени американски щати. Площта му е 1357 km², а населението – 991 830 души. Административен център е град Клейтън. Окръг Сейнт Луис е различен от град Сейнт Луис. Градът не е включен в границите на окръга, въпреки че двете административни единици граничат една с друга.